# Le Castellet (Alpes-de-Haute-Provence)
Le Castellet ist eine Gemeinde in Südfrankreich mit 300 Einwohnern (Stand 1. Januar 2022) im Département Alpes-de-Haute-Provence in der Region Provence-Alpes-Côte d’Azur. Sie gehört zum Arrondissement Forcalquier und zum Kanton Riez. Die Bewohner nennen sich die Castellians.

## Geographie
Der Fluss Asse bildet im Süden die Grenze zu Valensole und Brunet. Die weiteren Nachbargemeinden sind:
- Oraison im Westen,
- Les Mées im Nordwesten,
- Puimichel im Norden,
- Entrevennes im Osten.

## Bevölkerungsentwicklung

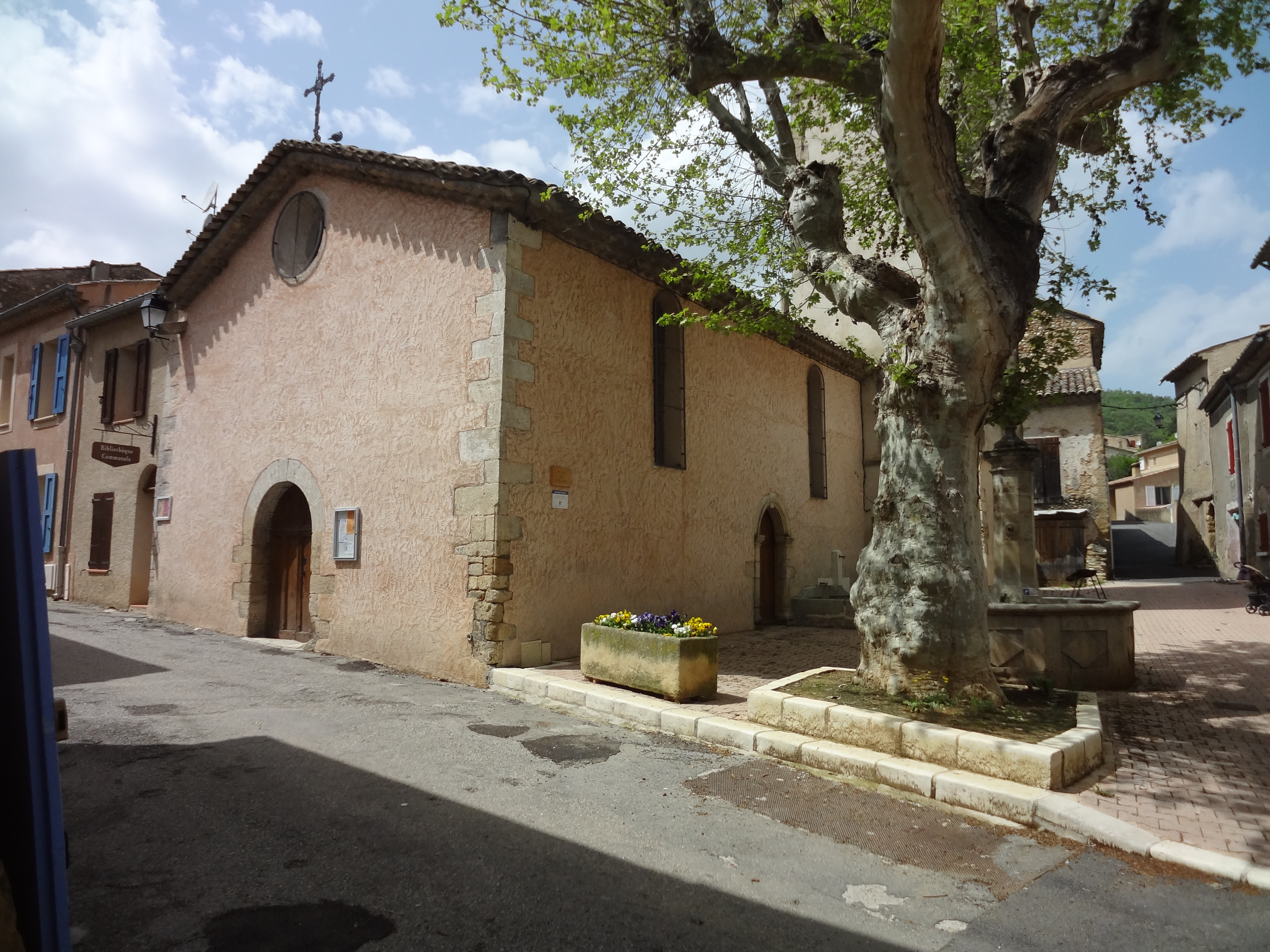
Kirche Saint-Pierre

| Jahr      | 1962 | 1968 | 1975 | 1982 | 1990 | 1999 | 2004 | 2006 | 2009 | 2016 |
| --------- | ---- | ---- | ---- | ---- | ---- | ---- | ---- | ---- | ---- | ---- |
| Einwohner | 139  | 125  | 151  | 186  | 172  | 202  | 235  | 232  | 271  | 289  |